# 2016年夏季奧林匹克運動會開幕典禮
2016年夏季奥林匹克运动会开幕式于当地时间2016年8月5日晚上8点在里约热内卢马拉卡纳体育场开幕。在马拉卡纳体育场大约有78000名观众。

## 准备工作
典礼创意总监由巴西电影导演费尔南多·梅里尔斯（曾执导《上帝之城》、《不朽的园丁》）、丹妮拉·托马斯（曾执导2012年夏季奥林匹克运动会里约8分钟）和安德鲁查·沃丁顿担任。巴西编舞家德博拉·库克尔为开幕式舞蹈准备6000多名志愿者，排练工作于2016年5月底开展。
梅里尔斯表示，2016年奥运会的开闭幕式预算比最近几届奥运会要低得多，总预算仅占2012年奥运会的10%。谈到理由时，他解释道：“我对伦敦将国家用于卫生设施和教育的资金浪费掉感到羞耻。因此我很高兴我们没有花钱花疯了。我很喜欢这种低成本的工作，因为它对巴西是有意义的。”梅里尔斯介绍，由于预算较低，典礼会回避移动舞台和无人机等“高科技”元素。同为典礼导演的莱昂纳多·卡埃塔诺（Leonardo Caetano）接着表示，典礼的概念将强调“创意”而非“奢侈”，“让创造力、节奏和情怀互补”。
2016年7月15日，据宣布安妮塔、卡耶塔诺·费洛索和吉尔伯托·基尔将在开幕式上献艺。吉尔和费洛索也是典礼创意顾问。丹妮拉解释称，让他们参与是想呈现巴西音乐“最好一面”。尽管宣布退休，巴西名模吉赛尔·邦辰将出席开幕式。

## 场馆
针对2014年世界杯足球赛和2016年奥运会和残奥会，马拉卡纳体育场重大改造项目启动。原有的双层配置坐席被拆除，给新的坐席层让出空间。而原有的混凝土屋顶也被拆除，换上涂有聚四氟乙烯的玻璃纤维张拉膜。新屋顶覆盖场内95%的席位，不像前者的设计那样只遮蔽上层和各区大门上方的坐席。

## 典礼

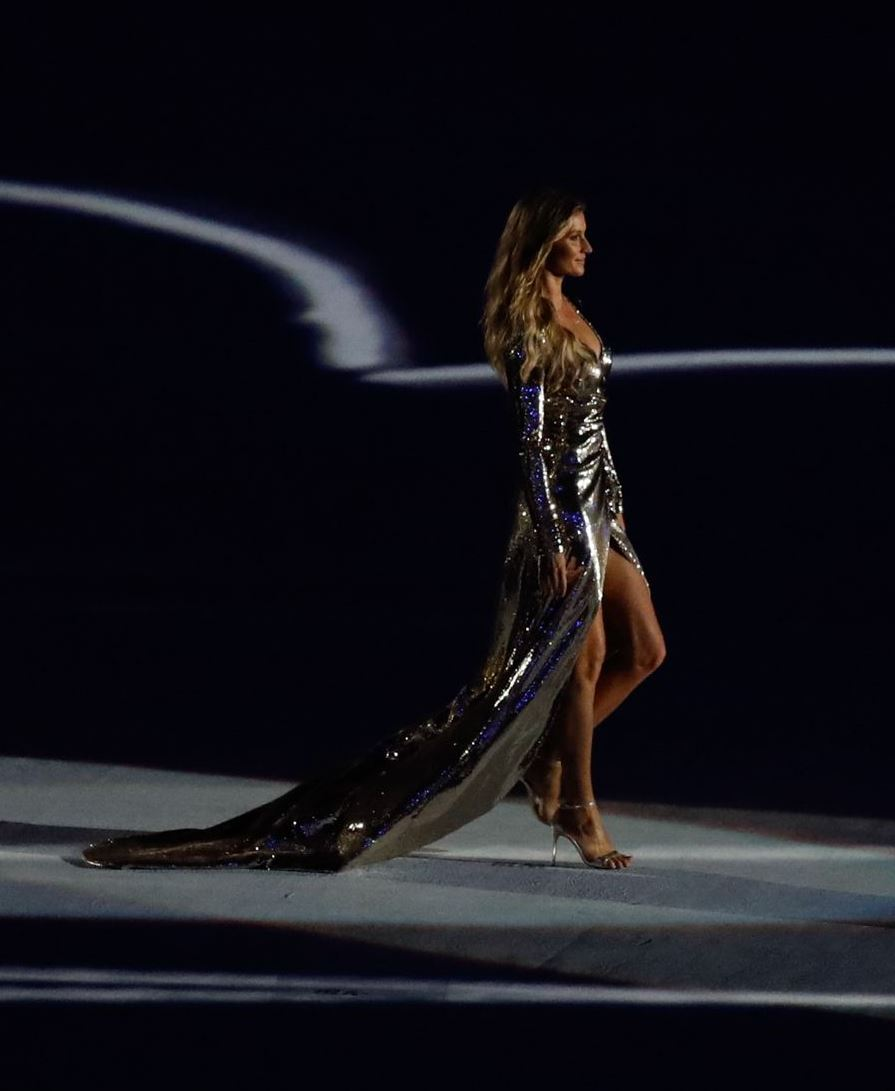
吉赛尔·邦辰在里约热内卢2016年奥运会。

2015年9月，梅里尔斯表示典礼将呈现整个国家的景象以及他对这个国家未来的期望。梅里尔斯表示，他会尽量摆脱非必要的陈词滥调，但狂欢节元素仍将纳入典礼。

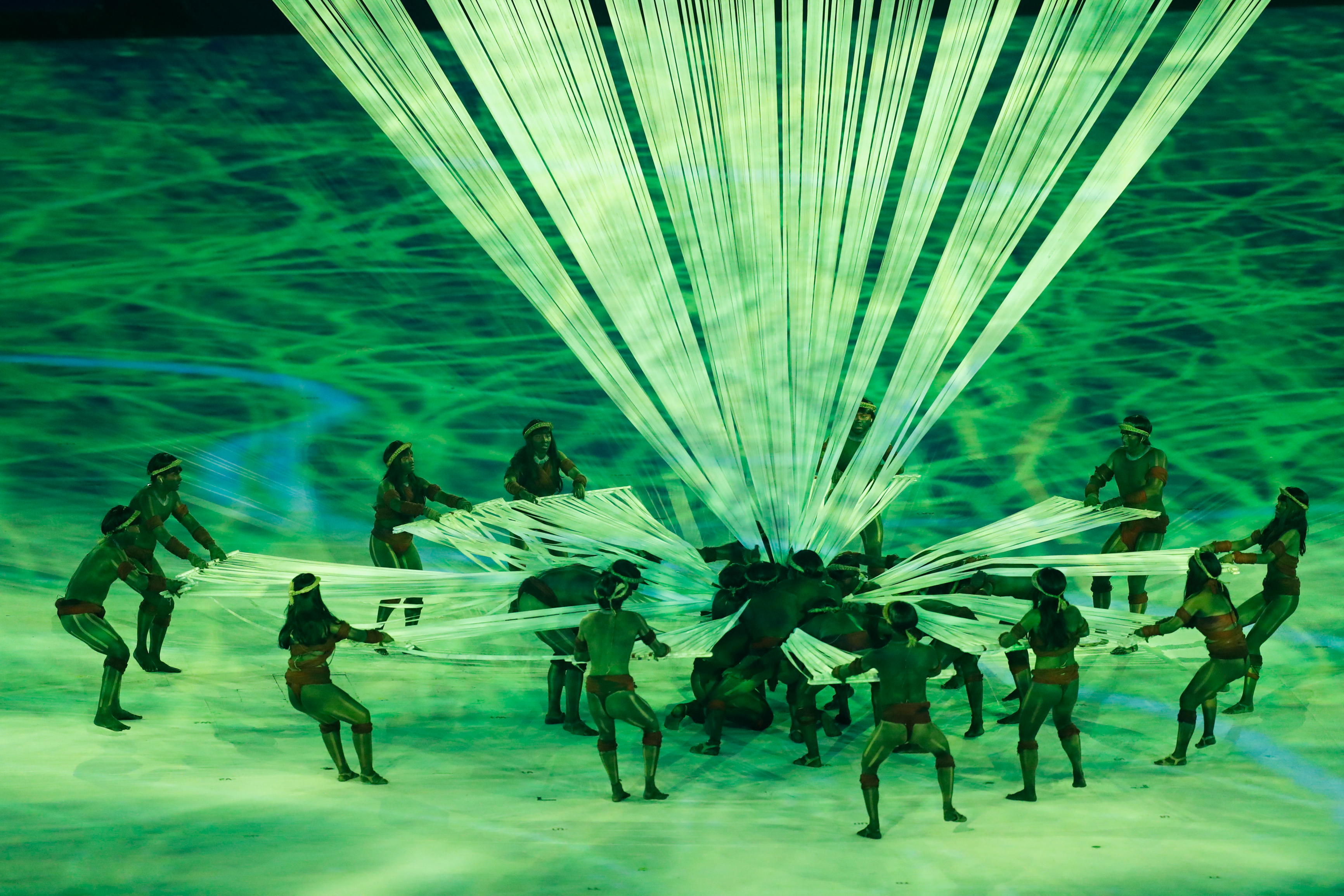
原住民的形成。

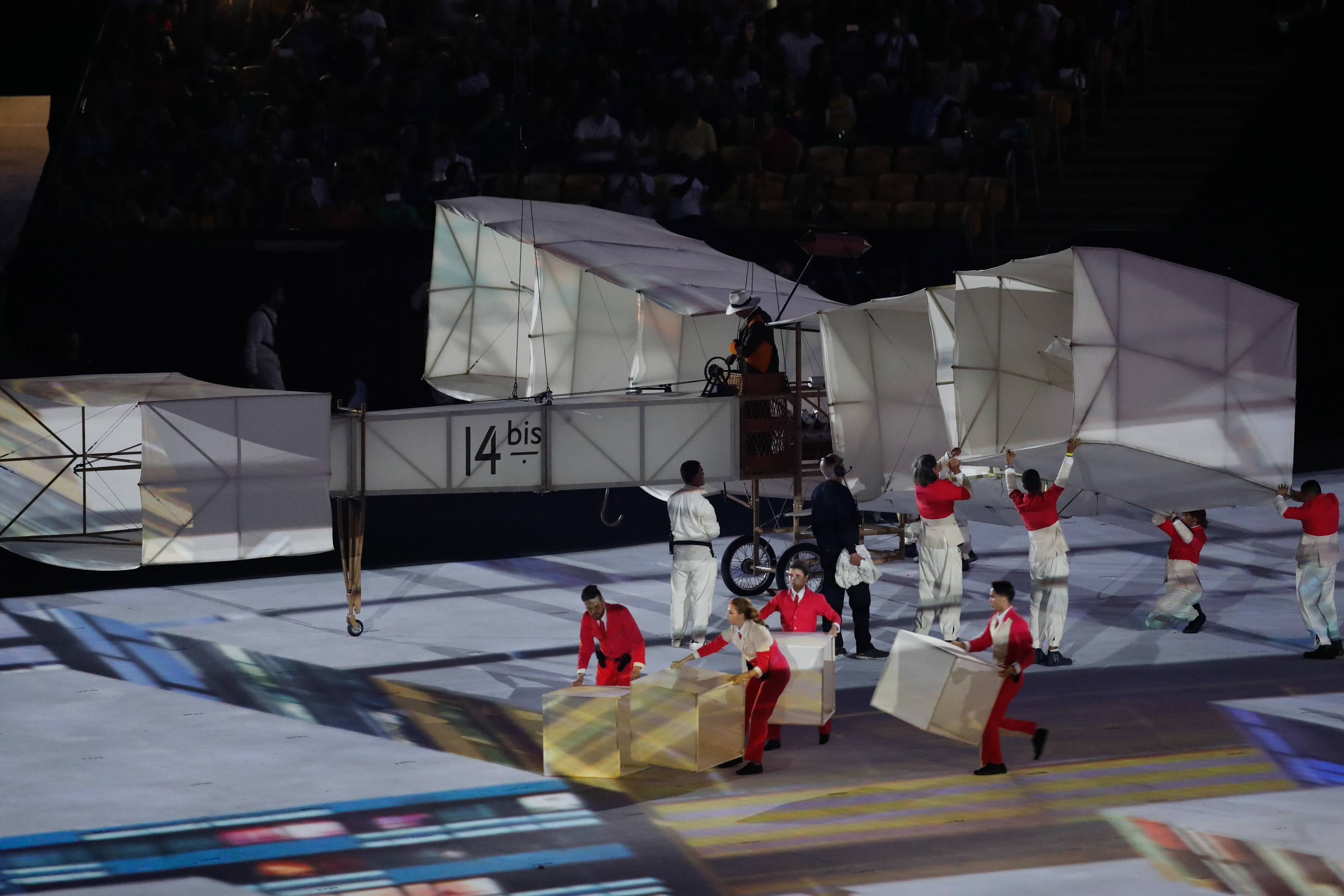
桑托斯·杜蒙 14-bis的复制品.

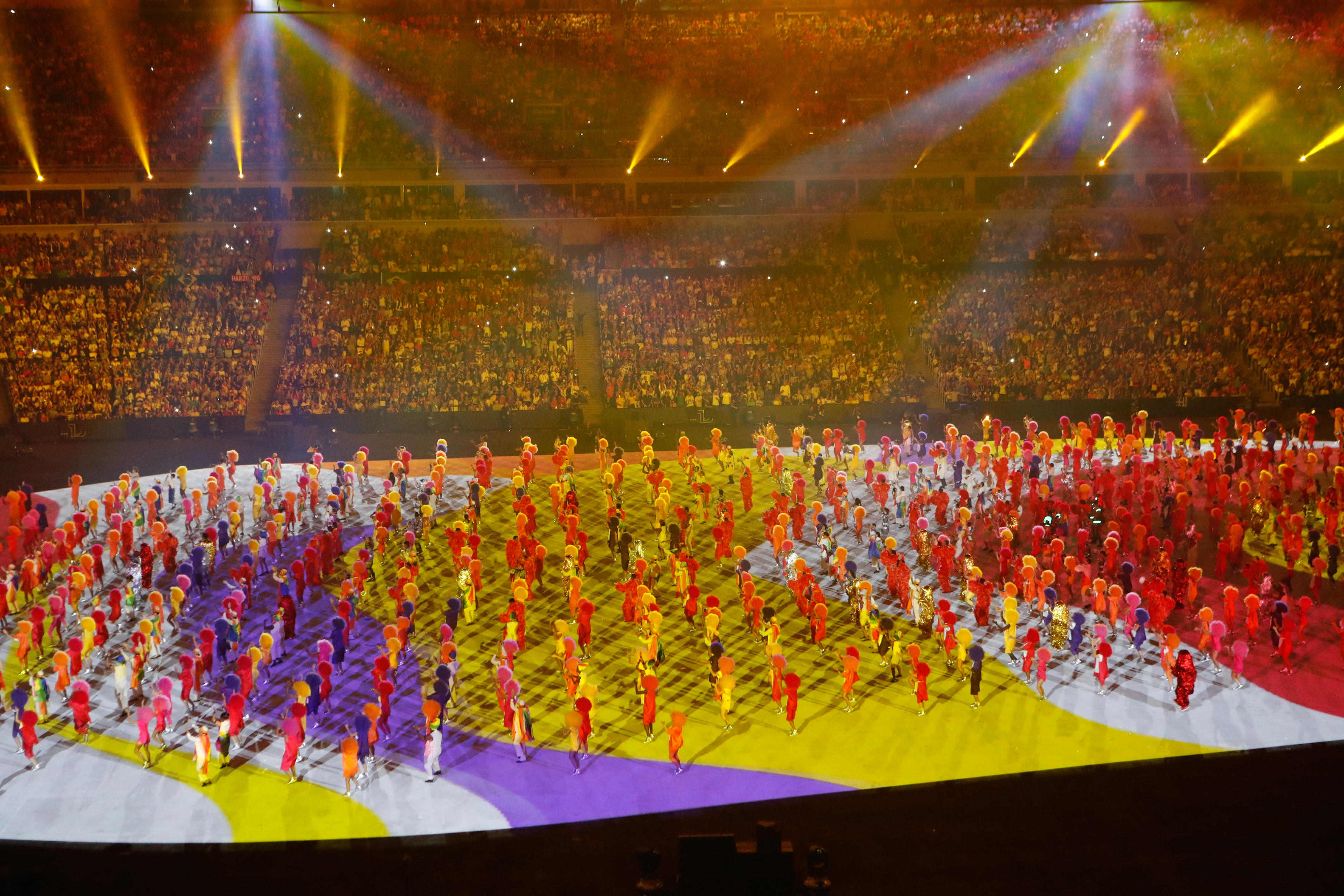
致敬桑巴舞。

### 序章
晚上8时正，开幕在路易斯·梅洛蒂亚演唱的歌曲《那个拥抱》（Aquele Abraço）伴随下，由一组里约的航拍图像展开。第一段影像过后，国际奥委会主席托马斯·巴赫出场。站在奥斯卡·尼迈耶风格舞台上、在管弦乐团伴奏下演唱巴西国歌的歌手帕乌林霍‧达·维奥拉吸引到观众。在巴西运动员维露娜·迪亚斯、罗布森·卡埃塔诺、莫琳·马吉和弗拉维奥·坎托的护送下，巴西国旗冉冉升起。

### 文艺表演
有致敬白手起家的精神（‘spirit of gambiarra’），主办方定义为“從沒有任何東西的情況下而做出大事的才能”。

### 生命的起始
文藝表演部分從从生命的开始，亞馬遜森林的起源說起。
當森林被投射在球場地上時，五個由一位南非木偶創作家設計的大型昆蟲被表演者抬入表演場，象徵生命的開始。然後，72個從亞馬遜州找回來的表演者進入表演場。他們代表巴西的原住民，並拿起在表演場中間的幾百條橡筋狀長條跳舞。

### 多元匯聚
接著，一班扮演葡萄牙人的表演者從小木船上進入表演場，代表葡萄牙人從歐洲到南美洲的旅程，並與在場的原住民表演者交流。隨後，一班扮演非洲奴隸，中東人和日本人的表演者亦通通進場。他們進場時，投射在球場地面的森林則被甘蔗種植場代替。

### 都會化
當扮演日本人的表演者離場後，球場地上的投影就變成一個城市，而一班Parkour舞者亦隨後進場，在投射於球場地上的城市跑跳穿行，代表巴西城市化的開始。他們最後到達球場末端一個由73個大盒組成的「盒子城」，並再耍Parkour技術。場上當時奏起巴西作曲家奇哥·布亞奇的「建築歌」(Construção)。接下來，一個扮演巴西飛行之父亞伯托·桑托斯·杜蒙的演員坐在一架仿製14-bis飛機上並令其「飛行」，代表巴西正式進入現代。
隨著14-bis飛機在預先製成的電腦特技片段裡在里約上空飛翔，已故巴西歌手安東尼奧·卡洛斯·裘賓的孫子丹尼爾則在台上奏唱他爺爺的名曲伊帕內瑪姑娘，而名模吉賽兒·邦臣亦在場上行最後一次天橋。

#### 天橋環節
有傳根據原本的計畫，邦臣應該在走天橋時被扮演匪徒的表演者打劫，並與警方進行全場追逐，但被主辦單位否認。
在開幕禮完畢後，主辦單位透露邦臣因為走天橋時速度過慢，大會被逼取消一個與邦臣有關的環節。
同時也在奧運影片中提起環境問題。

### 圣火点燃
巴西網球名將庫爾滕擔任第一棒火炬手，傳遞給籃球名將豪登西亞，最後傳遞給馬拉松名將利馬點燃。聖火被點燃至一個球型的聖火台，之後升到空中。
隨後，聖火火炬被傳遞至里約市中心，點燃該處的另一個聖火台，讓民眾得以近距離觀看聖火。
與以往奧運開幕式不同，今屆燃點聖火後直接結束開幕式，而非像以往開幕式般會有主辦國的著名歌手參與謝幕表演。不過開幕式期間亦邀請了不少巴西著名歌手參與演出。

## 圣火传递

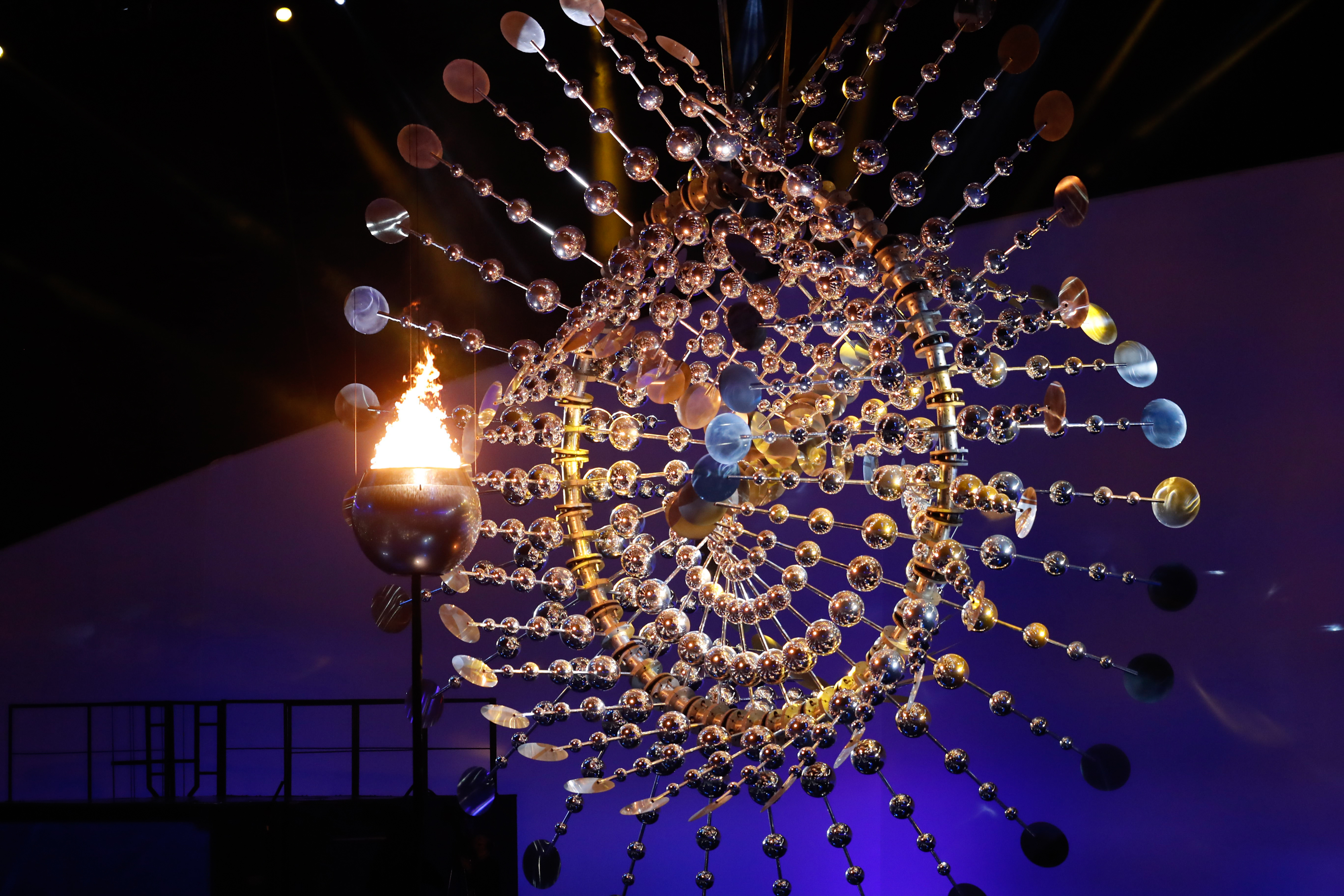
2016年里约奥运会主火炬塔

奥运圣火由2004年夏季奥运会马拉松铜牌得主万德雷·科代罗·利马在马拉卡纳场内点燃。原定将点燃火炬的贝利因健康问题未能出席典礼。火炬塔采用锅的造型，彰显出组织者对阻止全球变暖的关注，排放量比之前的火炬塔要低，产出的火焰大小也比之前小。火焰由安东尼·豪设计的圆形动感雕塑陪衬。
2016年4月，里约奥组委发言人马里奥·安德拉达表示，主办方原计划在开幕式过后，将奥运圣火移至靠近里约港的公共场所，很可能会是坎德拉里亚教堂，而非其中一个主要场馆。此举类似于2010年冬季奥林匹克运动会，当时主火炬为了方便市民观赏，位于温哥华会议中心外，却在紧跟着于穹顶室内体育场举办的开幕式本身结尾处的独立仪式中点燃。爱德华多·帕埃斯市长表达了将火炬放在离港口“心脏部位”更近处的渴望，认为这能作为奥运会遗产项目被振兴。

## 出席嘉宾
初步估计有100多名政府首脑计划出席开幕礼，而且，這也是潘基文最後一次以聯合國秘書長名義出席。然而，部分外国政要鉴于目前的政治问题及其影响赛事的问题迟迟没有确认出席。多个国家政府官員出席了开幕式：
- 阿根廷總統毛里西奥·马克里 [25]
- 比利时国王菲利普 [26]
- 加拿大總督大衛·約翰斯頓 [27]
- 中國國務院副總理刘延东[28]
- 哥倫比亞總統胡安·曼努埃尔·桑托斯 [25]
- 捷克總統米洛什·泽曼 [29]
- 法國總統法蘭索瓦·歐蘭德 [23]
- 匈牙利總統阿戴尔·亚诺什[30]
- 丹麥王儲弗雷德里克[31]
- 丹麥储妃玛丽[31]
- 喬治亞總統格奥尔基·马尔格韦拉什维利[32]
- 德國總統约阿希姆·高克[28]
- 立陶宛總統达利娅·格里包斯凯特[33]
- 荷蘭首相馬克·呂特 [34]
- 荷兰卫生、福利及体育部部长伊迪丝·席佩斯 [34]
- 荷蘭國王威廉-亚历山大 [34]
- 義大利總理马泰奥·伦齐[25]
- 科索沃總統哈辛·塔奇
- 摩纳哥亲王阿尔贝二世[35]
- 巴拉圭總統奧拉西奧·卡特斯 [25]
- 葡萄牙總統馬塞洛·雷貝洛·德索薩
- 卡塔尔埃米尔塔米姆·本·哈邁德·阿勒薩尼
- 塞爾維亞總統托米斯拉夫·尼科利奇 [36]
- 聯合國秘書長潘基文 [23]
- 英國長公主安妮
- 美國國務卿
- 勞動黨中央政治局常務委員會委員崔龍海
- 中國香港民政事務局局長劉江華，JP
- 總督科斯格羅夫爵士
- 斐济總理姆拜尼馬拉馬

## 外界反應
儘管今次奧運開幕典禮的預算比2008年和2012年奧運低，但外界普遍認為是次開幕典禮以簡約為主的前提下做出了好結果，體現了巴西即席創作的精神與才華。
開幕禮裡帶出了多元文化、包容和氣候變化的種種議題被某些輿論稱讚。有美國輿論更說「有良心的話，何需要錢呢？」。

## 电视转播

### 北美和欧洲
美国东部时区比巴西提前一个小时，故开幕式于美东时间7点开幕，NBC继续为美国观众延时转播开幕式盛况，并指出有需要为转播内容提供“背景”。转播于东部时间/太平洋时间晚上8点开始，导致典礼在东海岸延迟一小时、在西部延迟四小时播出。加拿大广播公司则在Twitter上嘲笑NBC的决定，强调该台将实时转播典礼。NBC还向国际奥委会请求按照英文字母顺序安排运动员入场而非按葡萄牙语入场，指出如果按照葡萄牙语的，美国队会很早出，从而影响收视率。国际奥委会拒绝作出变更，指出这句有悖于各国按照东道国语言字母顺序入场的要求。英国广播公司将于英国夏令时晚上11点40分现场转播开幕式。

### 亚洲
中华人民共和国
中国中央电视台是里约奥运会在中国大陆及澳门地区电视和新媒体唯一持权转播商。电视方面，央视综合频道、体育频道、体育赛事频道、新闻频道从北京时间8月6日早7时起全程直播了开幕典礼（新闻频道由白岩松解说，其他频道由张斌和沙桐负责解说），部分地方台也进行了转播；新媒体方面，央视也在独立客户端、社交媒体和合作商业平台，运用移动端交互直播等方式提供了开幕式的转播服务。
此外，央视还派出了一个由近300人组成的公用信号制作团队，参与奥林匹克广播服务公司(OBS)公用信号的制作，并提供给全球的持权转播商。
 中華民國
台灣方面，除了台視、中視、華視未參與2016里約奧運轉播，由愛爾達電視台旗下的奧運1台~奧運10台、奧運新聞台、體育台、育樂台、足球台等14個頻道、民視旗下的無線台、新聞台、交通台、四季台等4個頻道、公視旗下的公視主頻、公視2台、公視3台等3個頻道、中華電信MOD、中華影視、HAMI電視、ELTA OTT影視來負責轉播。

## 外部連結
- YouTube上的2016年里約奧運會開幕式完整版